# Pieni-Paso
Pieni-Paso är en ö i Finland. Den ligger i sjön Osmajärvi och i kommunen Leppävirta i den ekonomiska regionen  Varkaus ekonomiska region  och landskapet Norra Savolax, i den södra delen av landet, 290 km nordost om huvudstaden Helsingfors. Öns area är 3,2 hektar och dess största längd är 350 meter i nord-sydlig riktning.